# 臺中線
臺中線是指臺鐵縱貫線的竹南至彰化間兩條平行路線中，偏向內陸山區的鐵路線，通稱「山線」。相對於平行的海線，其穿越臺中市的市中心地帶。全線雙線電氣化後，西部幹線的多數長途列車經由該線往來南北。

## 路線資料
- 經營管轄：臺灣鐵路公司
- 路線距離：竹南－彰化間85.5公里（但於大肚溪南號誌站至彰化站間與海線列車共用路軌）
- 軌距：1,067毫米
- 車站數：21（不含起訖車站；2018年10月至今）
- 開業時間：1908年2月20日全線開通
- 雙線區間：全線
- 電化區間：全線（交流25KV）
- 最高速度：130 km/h
- 三義 - 后里間採截彎取直和高架化，豐原－大慶間採高架化路段
- 三義＝新烏日42.7公里間的路段無平交道
- 原本行經勝興的舊山線轉為觀光用途
- 隧道數目：7座
  - 造橋－豐富間：豐富隧道
  - 苗栗－南勢間：苗南隧道
  - 南勢－銅鑼間：銅鑼隧道
  - 三義－泰安間：三義隧道（臺鐵第三長，西部幹線最長）、三泰隧道
  - 泰安－后里間：泰安隧道
  - 后里－豐原間：后豐隧道

## 運行形態
- 區間車
  - 以竹南鎮、苗栗市、豐原區、臺中市區、彰化市等城市間車站往返運行。此外，北部區間車多至苗栗，中部區間車多后里始發，因此苗栗-后里間區間車只有一小時一班由基隆、北湖、新竹始發至彰化、嘉義的區間車。
  - 每日有26班區間車經由成追線直通海線，營運模式以通霄-豐原為主。
- 西部幹線對號列車
  - 上行列車多以潮州為始發站，行駛至七堵、基隆、瑞芳、花蓮、台東。（備註：現北上西部幹線已較少從屏東發車，已無高雄為起迄站之車次。）
  - 下行列車多以七堵或基隆為始發站，行駛至屏東、潮州。
  - 部份列車為跨東、西幹線的觀光列車，可抵達花蓮及臺東。
  - 1999年九二一大地震造成山線不通，期間山線對號列車全數改經由海線行駛，北上自強號則先行駛至台中站載客後折返走成追線經海線繼續行駛。自強號於海線各站均不辦理客運，莒光號及復興號於後龍、大甲、沙鹿3站辦理客運。
  - 自2008年5月15日台鐵大改點後，復興號不再行駛山線，不過2011年春節、國慶日加班車有加班復興號行駛山線，2015年台灣燈會加班車有開行松山~新烏日間加班復興號，且不時還會有專車行駛山線。
  - 2016年10月20日至2019年6月18日因應台中鐵路豐原─大慶段高架化通車，莒光號曾經不再行駛山線(不包括觀光列車、專車及臨時加班車)，然而2019年6月19日改點後再度有莒光號行駛山線(僅666次潮州至台東、667次台東至潮州)；太魯閣號高架化後也不再行駛。
  - 2024年6月26日改點，666次莒光號改為492次推拉式自強號，667次停駛，莒光號不再行駛山線。
- 主要停靠站：苗栗、豐原、台中
- 次要停靠站：后里、潭子、三義、新烏日

### 使用車輛
- 自強號
  - EMU3000(不得使用電子票證搭乘)
  - TEMU2000(不得使用電子票證搭乘)
  - 推拉式PP自強號
- 環島之星（觀光列車）
  - BCK10600型、BCK10700型、DC10500型、PC10500型（自動門）
- 區間車、區間快車
  - EMU500型
  - EMU600型（暫時停用）
  - EMU700型
  - EMU800型
  - EMU900型
- 行經貨物列車

### 以往使用車輛
- TEMU1000（太魯閣自強號）
- 莒光號
- EMU100
- EMU200
- EMU300
- EMU400
- EMU1200
- DR3000
- DR2900
- DR3100
- 復興號
- 莒光號附掛對號/莒興號
- 觀光號
- 光華號
- 對號快車
- 飛快車
- 平快車
- 冷氣平快
- 普通車

## 概要
臺中線行經苗栗縣、臺中市、彰化縣。
包含竹南 - 大肚溪南間（臺中線）及成功＝追分間（現稱成追線），其中山線原本為縱貫線、成追線原本為王田支線的一部分。大肚溪南 - 彰化間與縱貫線（海線）共用。
在海線於1922年完工通車之後，形成台灣中部存在有兩條平行鐵路線的情況。
三義至豐原的舊線（俗稱舊山線）於1998年9月24日停駛後，因保留勝興車站與龍騰斷橋等史蹟，吸引許多遊客前往。苗栗縣政府曾計畫改以輕軌復駛，相關單位評估後納入行政院「觀光客倍增計畫」之下，由臺鐵負責推動。
臺中都會區鐵路高架捷運化計畫，高架化範圍北起豐原車站北側，南至環中路六段與建國北路一段交叉口附近，全長約21.2公里，將原有的豐原、潭子、太原、臺中、大慶等平面車站改建為高架車站，並增設栗林、松竹、頭家厝、精武、五權等簡易車站。其中臺中站設兩座島式月台和一座側式月台，豐原、潭子、太原三站設兩座島式月台，大慶及增設的通勤車站設兩座側式月台。

## 車站一覽
臺中線曾一度（2003年-2008年間）使用通用拼音作為各站譯名，除縣、省轄市以上地名保留威妥瑪或郵政式拼音外，現已逐步更換為漢語拼音。
（註：車站等級：分為特等、一等、二等、三等、甲簡、乙簡、丙簡、簡易、招呼、號誌）

### 營運中車站
| 車站名稱          | 車站名稱  | 車站代碼 | 營業里程 基隆起 | 等級 | 續接／交會路線                                 | 備註                                       | 所在地   | 所在地 |
| 中文 （國音電碼） | 英譯      | 車站代碼 | 營業里程 基隆起 | 等級 | 續接／交會路線                                 | 備註                                       | 所在地   | 所在地 |
| ----------------- | --------- | -------- | --------------- | ---- | ---------------------------------------------- | ------------------------------------------ | -------- | ------ |
| 臺中線（山線）    |           |          |                 |      |                                                |                                            |          |        |
| 竹南（ㄓㄋ）      | Zhunan    | 1250     | 125.4           | 一等 | → 縱貫線（上行端） → 海岸線（海線）（下行端）  |                                            | 苗 栗 縣 | 竹南鎮 |
| 造橋（ㄗㄠ）      | Zaoqiao   | 3140     | 130.7           | 招呼 |                                                | 由竹南車站管理                             | 苗 栗 縣 | 造橋鄉 |
| 豐富（ㄈㄈ）      | Fengfu    | 3150     | 136.6           | 簡易 | 台灣高速鐵路：苗栗                             | 由苗栗車站管理 彎道月台、地下道型入口      | 苗 栗 縣 | 後龍鎮 |
| 苗栗（ㄇㄠ）      | Miaoli    | 3160     | 140.6           | 一等 | → 台肥苗栗廠側線                               |                                            | 苗 栗 縣 | 苗栗市 |
| 南勢（ㄋㄕ）      | Nanshi    | 3170     | 147.2           | 招呼 |                                                | 由苗栗車站管理                             | 苗 栗 縣 | 苗栗市 |
| 銅鑼（ㄊㄌ）      | Tongluo   | 3180     | 151.4           | 三等 |                                                |                                            | 苗 栗 縣 | 銅鑼鄉 |
| 三義（ㄢㄧ）      | Sanyi     | 3190     | 158.8           | 三等 | → 舊山線（下行端）                             |                                            | 苗 栗 縣 | 三義鄉 |
| 泰安（ㄊㄞㄢ）    | Tai'an    | 3210     | 169.7           | 簡易 |                                                | 由后里車站管理 高架車站                    | 臺 中 市 | 后里區 |
| 后里（ㄏㄌ）      | Houli     | 3220     | 172.3           | 三等 | → 舊山線（上行端）                             |                                            | 臺 中 市 | 后里區 |
| 豐原（ㄈㄥ）      | Fengyuan  | 3230     | 179.1           | 一等 | → 東勢線                                       | 高架車站                                   | 臺 中 市 | 豐原區 |
| 栗林              | Lilin     | 3240     | 181.6           | 簡易 |                                                | 由豐原車站管理 高架車站                    | 臺 中 市 | 潭子區 |
| 潭子（ㄊㄗ）      | Tanzi     | 3250     | 184.1           | 三等 | → 神岡線                                       | 高架車站                                   | 臺 中 市 | 潭子區 |
| 頭家厝            | Toujiacuo | 3260     | 186.0           | 簡易 |                                                | 由潭子車站管理 高架車站                    | 臺 中 市 | 潭子區 |
| 松竹              | Songzhu   | 3270     | 187.7           | 簡易 | 臺中捷運 綠線：松竹站                          | 由臺中車站管理 高架車站                    | 臺 中 市 | 北屯區 |
| 太原              | Taiyuan   | 3280     | 189.2           | 乙簡 |                                                | 由臺中車站管理 高架車站                    | 臺 中 市 | 北屯區 |
| 精武              | Jingwu    | 3290     | 191.2           | 簡易 |                                                | 由臺中車站管理 高架車站                    | 臺 中 市 | 東區   |
| 臺中（ㄊㄓ）      | Taichung  | 3300     | 193.3           | 特等 | 臺中捷運 藍線：臺中車站                        | 高架車站                                   | 臺 中 市 | 中區   |
| 五權              | Wuquan    | 3310     | 195.3           | 簡易 |                                                | 由臺中車站管理 高架車站                    | 臺 中 市 | 南區   |
| 大慶              | Daqing    | 3320     | 197.5           | 簡易 | 臺中捷運 綠線：大慶站                          | 臺鐵首座捷運化車站 由臺中車站管理 高架車站 | 臺 中 市 | 南區   |
| 烏日（ㄨㄖ）      | Wuri      | 3330     | 200.5           | 簡易 | 臺中捷運 綠線：烏日站（站外轉乘）              | 由新烏日車站管理                           | 臺 中 市 | 烏日區 |
| 新烏日            | Xinwuri   | 3340     | 201.3           | 二等 | 台灣高速鐵路：台中 · 臺中捷運 綠線：高鐵台中站 |                                            | 臺 中 市 | 烏日區 |
| 成功（ㄔㄥㄍ）    | Chenggong | 3350     | 203.8           | 三等 | → 成追線（下行端，上行方向）                   |                                            | 臺 中 市 | 烏日區 |
| 金馬              | Jinma     | ---      | ---             | ---  |                                                | 規劃中                                     | 彰 化 縣 | 彰化市 |
| 彰化（ㄓㄤ）      | Changhua  | 3360     | 210.9           | 一等 | → 縱貫線（下行端） → 海岸線（上行端）          |                                            | 彰 化 縣 | 彰化市 |

### 其他設施
| 名稱                    | 名稱                    | 所在區間     | 備註                                                              | 所在地 | 所在地 |
| 中文 （國音電碼）       | 英譯                    | 所在區間     | 備註                                                              | 所在地 | 所在地 |
| ----------------------- | ----------------------- | ------------ | ----------------------------------------------------------------- | ------ | ------ |
| 大肚溪南號誌 （ㄚㄋㄓ） | Dadu River South Signal | 成功＝彰化間 | 海岸線（海線）（實際分歧點） 由彰化車站的面板控制山、海線軌道切換 | 彰化縣 | 彰化市 |

### 廢止車站及設施
※不含舊山線（三義＝后里間）部分
| 車站名稱                | 車站名稱                | 營業里程 基隆起 | 等級 | 所在區間             | 備註                                            | 所在地 | 所在地        |
| 中文 （國音電碼）       | 英譯（廢除時漢語拼音）  | 營業里程 基隆起 | 等級 | 所在區間             | 備註                                            | 所在地 | 所在地        |
| ----------------------- | ----------------------- | --------------- | ---- | -------------------- | ----------------------------------------------- | ------ | ------------- |
| 尖山號誌站(臨時)        | Jianshan                | 128.3(舊)       | －   | 竹南＝造橋間         |                                                 | 苗栗縣 | 竹南鎮 頭份市 |
| 134公里號誌             | 134 Kilometer Signal    | 134.0(舊)       | 號誌 | 造橋＝豐富間         | 會車號誌站，路線雙軌化後停用                    | 苗栗縣 | 造橋鄉        |
| 豐富北號誌              | Fengfu North Signal     | 未知            | 號誌 | 造橋＝豐富間         | 延長線號誌站，路線雙軌化後停用                  | 苗栗縣 | 後龍鎮        |
| 南勢北號誌 （ㄋㄕㄅ）   | Nanshih North Signal    | 145.7(舊)       | 號誌 | 苗栗＝南勢間         | 延長線號誌站，路線雙軌化後停用                  | 苗栗縣 | 苗栗市        |
| 銅鑼南號誌 （ㄊㄌㄋ）   | Tunglo South Signal     | 未知            | 號誌 | 銅鑼＝三義間         | 延長線號誌站，路線雙軌化後停用                  | 苗栗縣 | 銅鑼鄉        |
| 豐原北號誌 （ㄈㄥㄅ）   | Fengyuan North Signal   | 182.8(舊)       | 號誌 | 后里＝豐原間 →東勢線 | 東勢線停駛後改為延長線號誌站，路線雙軌化後停用  | 臺中市 | 豐原區        |
| 193公里號誌             | 193 Kilometer Signal    | 193.0(舊)       | 號誌 | 潭子＝台中間         | 會車號誌站，路線雙軌化後停用                    | 臺中市 | 北屯區        |
| 老松町                  | Oimatsucho              | 194.6           | －   | 臺中＝大慶           |                                                 | 臺中市 | 南區          |
| 201公里號誌             | 201 Kilometer Signal    | 201.0(舊)       | 號誌 | 現今大慶車站之位置   | 會車號誌站，路線雙軌化後停用                    | 臺中市 | 南區          |
| 學田                    | Xuetian                 | 202.3           | －   | 新烏日＝成功間       |                                                 | 臺中市 | 烏日區        |
| 遊園地前                | Yuenchi-mae             | 202.8           |      | 新烏日＝成功間       |                                                 | 臺中市 | 烏日區        |
| 大肚溪北號誌 （ㄚㄅㄓ） | Dadu River North Signal | 205.5           | 號誌 | 成功＝彰化間         | 海岸線（海線） 供山線列車利用流量較小的海線路軌 | 臺中市 | 大肚區        |

### 書籍及文獻
- 蘇昭旭. . 台灣: 人人出版. 2002 （中文（臺灣））.
- 江和妹; 羅曉丹. . 台灣: 苗栗縣政府. 2006: 57 （中文（臺灣））.
- 交通部鐵路改建工程局.  （中文（臺灣））.

## 外部連結
- 交通部鐵道局 （页面存档备份，存于）
- 臺灣鐵路公司 （页面存档备份，存于）